# Großsteingräber bei Wallwitz
Die Großsteingräber bei Wallwitz waren neun megalithische jungsteinzeitliche Grabanlagen bei Wallwitz, einem Ortsteil von Möckern im Landkreis Jerichower Land, Sachsen-Anhalt. Alle wurden wohl im 18. oder 19. Jahrhundert zerstört.

## Lage
Grab 1 lag bei Wallwitz auf der rechten Seite eines von Dalchau nach Vehlitz führenden Heerwegs. In einiger Entfernung lag auf der linken Seite Grab 2. Ebenfalls auf der linken Seite befand sich Grab 3, nahe der Kreuzung mit dem Weg von Wallwitz nach Dannigkow. Grab 4 lag am Weg von Wallwitz nach Dannigkow, auf der rechten Seite, nahe dem Bach Ziepra. Grab 5 lag direkt westlich hiervon. Ebenfalls an diesem Weg lagen die Gräber 6 und 7 direkt nebeneinander. Nördlich hiervon befand sich 8. Grab 9 lag zwischen den Gräbern 5 und 8.

## Forschungsgeschichte
Erstmals dokumentiert wurden die Anlagen von Joachim Gottwalt Abel, zwischen 1755 und 1806 Pastor in Möckern. Dieser hinterließ hierüber nur handschriftliche Aufzeichnungen, die 1928 durch Ernst Herms publiziert wurden. Die Gräber selbst waren bei Herms’ Untersuchungen aber bereits vollständig abgetragen.

## Beschreibung

### Grab 1
Grab 1 besaß ein ost-westlich orientiertes Hünenbett mit einer Länge von 29 Schritt (etwa 22 m) und einer Breite von 13 Schritt (etwa 10 m). Von der Umfassung konnte Abel noch 16 Steine ausmachen, eine weitaus größere Zahl war aber bereits entfernt worden. Von der Grabkammer waren noch sechs Wandsteine und ein einzelner Deckstein mit einer Länge von 4 Fuß (etwa 1,2 m) und einer Breite von 3,5 Fuß (etwa 1,1 m) erhalten. Der Grabtyp lässt sich nicht mehr feststellen.

### Grab 2
Grab 2 besaß ein ost-westlich orientiertes Hünenbett mit einer Länge von 32 Schritt (etwa 24 m) und einer Breite von 12 Schritt (etwa 9 m). Von der rechteckigen Umfassung konnte Abel noch 24 Steine ausmachen. Vermutlich handelte es sich bei der Anlage um ein kammerloses Hünenbett.

### Grab 3
Grab 3 besaß ebenfalls ein ost-westlich orientiertes Hünenbett, von dessen Umfassung noch 24 Steine von teils enormer Größe vorhanden waren. Die Anlage scheint eine Grabkammer besessen zu haben, von der Abel jedoch nur einen einzelnen, tief in der Erde steckenden Stein ausmachen konnte. Eine Bestimmung des Grabtyps ist daher nicht möglich.

### Grab 4
Grab 4 war bereits bei Abels Aufnahme so stark zerstört, dass er seine Form nicht mehr näher beschreiben und nur noch zwölf vereinzelte Steine feststellen konnte. Eine Bestimmung des Grabtyps ist nicht möglich.

### Grab 5
Grab 5 besaß ein ost-westlich orientiertes Hünenbett. Die Umfassung bestand aus 14 Steinen an der südlichen Langseite, 17 Steinen an der nördlichen Langseite und jeweils drei Steinen an den Schmalseiten, wobei einer an der Ostseite die anderen deutlich überragte. Die Anlage besaß eine Grabkammer, von der noch acht Wandsteine und ein Deckstein erhalten waren. Es dürfte sich um einen Großdolmen oder um ein Ganggrab gehandelt haben.

### Grab 6
Grab 6 besaß ein ost-westlich orientiertes, dreieckiges oder trapezförmiges Hünenbett, dass sich nach Westen hin verjüngte. Die gesamte Anlage bestand noch aus 23 Steinen, von denen einige offenbar zu einer Grabkammer gehörten, die von Abel jedoch nicht näher beschrieben wurde. Eine Bestimmung des Grabtyps ist daher nicht möglich.

### Grab 7
Bei Grab 7 konnte Abel kein Hünenbett, sondern nur eine Grabkammer ausmachen. Diese bestand noch aus zehn Steinen, darunter mindestens ein Deckstein, der aber von den Wandsteinen herabgestürzt oder verschleppt war. Es dürfte sich bei der Anlage um einen Großdolmen oder um ein Ganggrab gehandelt haben.

### Grab 8
Grab 8 war bereits so stark zerstört, dass Abel nur noch 10 umherliegende Steine ausmachen konnte, die offenbar zur Umfassung eines Hünenbetts gehört hatten. Über das Vorhandensein einer Grabkammer ließ sich keine Aussage mehr treffen.

### Grab 9
Auch Grab 9 war für eine genauere Beschreibung bereits zu stark zerstört. Die Anlage scheint recht klein gewesen zu sein und bestand noch aus sechs Steinen.